# Massow
Massow est une ancienne municipalité allemande située dans le land de Mecklembourg-Poméranie-Occidentale et l'Arrondissement du Plateau des lacs mecklembourgeois.

## Personnalités
- Walther Preik (1932-2018), sculpteur allemand, est né à Massow.